# Diadelia convexicollis
Diadelia convexicollis là một loài bọ cánh cứng trong họ Cerambycidae.